# Ґрант Ворд (Marvel Comics)
Ґрант Дуґлас Ворд — вигаданий персонаж, який виник у Кіновсесвіті Marvel до появи в Marvel Comics. Персонаж, створений Джоссом Відоном, Джедом Відоном і Моуріссою Танчароен, вперше з'явився в пілотному епізоді «Агенти Щ.И.Т.» у вересні 2013 року до четвертого сезону в квітні 2017 року, і його постійно зображував Бретт Далтон.

## Біографія вигаданого персонажа
Син політиків Ґрант Дуґлас Ворд знущався з боку батьків та старшого брата Крістіана. Після втечі з військової школи, викрадення автомобіля та спроби вбити Крістіана, спаливши їхній будинок, Ґрант зустрічає Джона Гарретта, подвійного агента Гідри в ЩИТІ, який відвідує його у залі для неповнолітніх. Гарретт розповідає Ґранту, що його батьки висувають звинувачення, і Крістіан подає петицію до суду, щоб його судили як дорослого. Гаррет готує Ґранта як кваліфікованого агента. Пізніше його було призначено команді Філа Коулсона Ґрант був оголошений світові. Після смерті Гаррета Ґрант стає в'язнем ЩИТА
Закоханий у свого колишнього товариша по команді Скай, Ґрант уникає опіки, вбиває Крістіана та їх батьків за межі екрану та проникає у відділення Гідри Даніеля Уайтхолла, щоб Скай могла зустрітися зі своїм батьком. Незважаючи на це, Скай обертається на Ворда і стріляє в нього, і він рятується лише за допомогою колишнього агента ЩИТА Кара Палами (якому Уайтхолл промив мізки). Ґрант розвиває романтичні стосунки з Кара. Намагаючись засідки тих, хто збирався врятувати Боббі Морс, Ґрант випадково вбиває Паламу, поки вона перевдягається як Мелінда Мей, звинувачуючи ЩИТ, вирішує взяти на себе тепер безлідерську Гідру.
Об'єднавши зусилля з одним із попередніх лідерів Гідри, Гедеоном Маліком, Ворд вирушає через портал до чужої планети у пошуках стародавнього нелюдського вулика, але там його вбиває Коулсон. Це дозволяє Вулику використовувати тіло Ворда як господаря.

### Історія фреймворку
У рамках, створеному Холденом Редкліффом, Ворд є бойфрендом Скай та його співробітником Гідрою. З'ясовується, що він все ще є подвійним агентом, який зараз працює на нелюдський опір під проводом Джеффрі Мейса через його вербування Вікторією Хенд у молодому віці.

## Концепція та створення

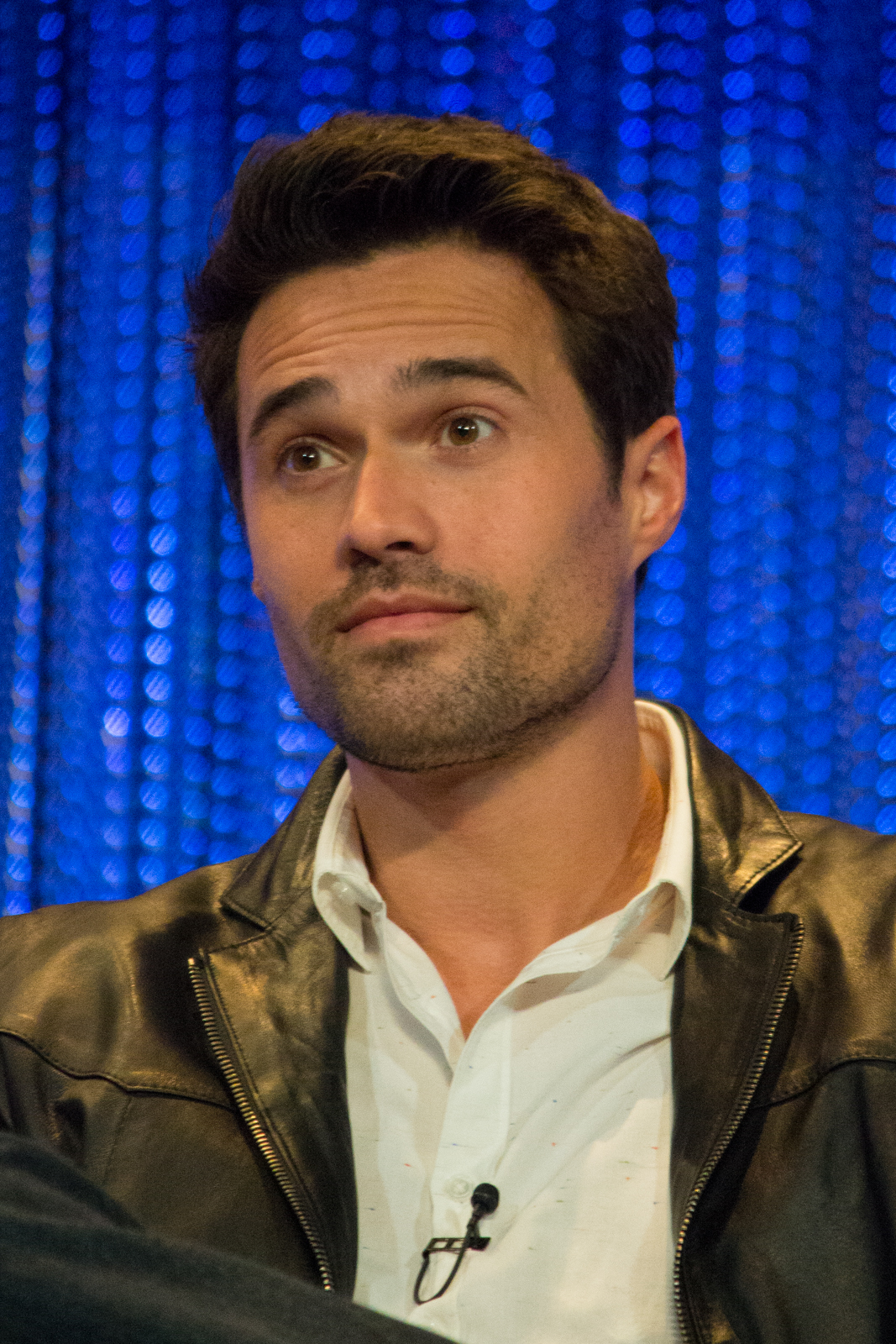
Бретт Далтон

Дальтон був узятий на роль у листопаді 2012 року. З задуму серіалу було вирішено, що Ґрант Ворд буде зрадником, а виконавчий продюсер Джед Уедон сказав: "оскільки [події Капітана Америки: Зимовий солдат ] — це інфільтрація, заснована на масовій зраді, ми хотіли мати його в малому масштабі, і нехай це буде справді особистим кинджалом для серця ". Початкові костюми Ворда були натхненні Джейсоном Борном та Ітаном Хантом, його зовнішній вигляд базувався виключно на функціональності та приглушеною кольоровою палітрою, що відображає його серйозне ставлення. Після того, як Ворд був вилучений із складу Гідри і став в'язнем ЩИТА, Далтон відростив бороду персонажу, пояснивши, що ЩИТ не надасть ув'язненому бритву, «так що просто виходить, що у мене є борода і борода може бути такий собі злий відтінок». Остін Ліон зображує молодого Ворда.

## Характеристика
—Дальтон після повідомлення про статус подвійного агента свого персонажа.
Далтон описав Ворда, коли він вперше з'явився в серіалі, як "хлопця, який є дуже надійним і, засунувши рукави, виконував усі важкі заходи і не дуже ставив під сумнів авторитет. Ви знаєте, по-справжньому оцінювач ризиків ". Хоча в підсумку виявилося, що Ворд був самозванцем Гідри, Далтон зазначив, що це не обов'язково означає, що відносини, побудовані персонажем зі своєю командою ЩИТ, не були справжніми, оскільки переховання під прикриттям означало підвести його охорону, щоб інші персонажі йому довіряли, відкрившись цим стосункам, незважаючи на його приховані мотиви.

Після смерті Гаррета було задано запитання: «Хто такий [Ґрант Ворд], а хтось не сказав йому, що робити?» Далтон відповів, що "він може дуже добре виконувати команди. Він може робити і робити жорсткий вибір, і іноді може робити неприємні речі від імені того, у що, на його думку, вірить. Але… Не думаю, що Ворд сам знає відповідь на це питання ". Далтон назвав персонажа «підстановочним знаком», оскільки він був відданий Гарретту як батьківській фігурі, а не Гідрі, «і він більше ставився до своїх товаришів по команді, а не до команди» згодом уточнивши, що "Це не зовсім хороший хлопець, це не зовсім поганий хлопець. Це не спроба знову потрапити в ЩИТ, це не спроба потрапити в Гідру. Він справді на своєму шляху. Він живе за своїм кодексом у цей конкретний момент життя ". Пояснюючи стосунки Ворда з Паламою, Далтон заявив
Коли вони вперше розпочали ці стосунки, я подумав, що це двоє людей, які пережили щось подібне, виконуючи накази, а потім виявивши, що не знають, ким вони є, коли хтось не говорить їм, що робити…. Але це насправді [перетворилося] на щось набагато складніше, ніж це. Там є стосунки між викладачем та студентом, а також справді романтичні стосунки. Ви бачите нас по-справжньому коханими в кабіні, і від цього всім навколо стає погано. У деякому роді ми маємо найбільш здорові стосунки з-поміж усіх інших динамік шоу, що щось говорить, бо Ворд — не такий чудовий хлопець. Цікаво, що він зараз у, мабуть, найбільш стабільних стосунках.
Коли Ворд випадково вбиває Паламу у фіналі другого сезону, Далтон сказав, що "Це впливає на нього глибоко і довго. Там було трохи людськості, і завжди була можливість і думка, що його можна викупити… Після смерті Кара — це насправді в моїх руках — після всього часу та зусиль та енергії, вкладених у ці стосунки, це повертає його. Ви бачите це в його очах…. Це все, що стосується закриття, повторюється знову і знову. У світі так багато закриття, якого потрібно досягти. Є багато несправедливостей, які він хоче виправити, тому ми бачимо когось рішучого, хто знає, хто він такий, і каже: «Чудово, якщо ти хочеш назвати мене поганим хлопцем, я поганий хлопець». "
Говорячи про монолог, який Ворд дає в " Мавет ", Далтон зазначив, що деякі глядачі вважали, що Ворд у той момент звучав як «відроджений, відданий, не-рокерський», але Далтон відчув, що це "справжній момент для Ворд, де він насправді відчуває, що є щось більше, ніж помста та всі ці менші емоції; насправді є щось більше, що є частиною, в якій він є частиною ". Після смерті Ворда пізніше в епізоді Белл обговорив, чи писали коли-небудь роздуми про викуп персонажа, кажучи: "Жоден персонаж не є занадто високим, щоб впасти, або занадто низьким, щоб бути викупленим, теоретично…. але щоб хтось був викуплений, їм потрібно просити пробачення або хотіти бути викупленими…. [Ворд] ніколи не відчував, що йому потрібно вибачитися за те, що він зробив ". Далтон повернувся до серіалу в четвертому сезоні, щоб зобразити Ворда у фільмі. Далтон відчував, що повернення до персонажа в цій якості дозволило йому «нарешті дістати дугу героя, яку заслуговує Ґрант Ворд».

## Реакції
Далтон виграв «Зірку чоловічої прориви» на премії Teen Choice 2014. Персонаж Ґранта Ворда зібрав фанатів, і група, відома як «Воїни Ворду», часто використовує хештег «StandWithWard» у соціальних мережах. Далтон був здивований тим, що люди "здаються стоять з Вордом незалежно від того, що він робить…. там є люди, які, здається, просто стежать за цим персонажем, куди б він не пішов. Я думаю, це чудово…. У шоу немає такого персонажа, як він, і я б сказав, навіть у межах канону Marvel ". Як «крик» цим фанатам, Паламас каже: «Я завжди буду стояти з Вордом» у фіналі другого сезону, який Далтон назвав "свідченням фанатів, цієї неймовірно відданої фан-бази, яка зараз вплинула на сценарій нашого шоу. "

## Інші виступи

### Комікси
Ґрант Ворд дебютував у коміксах у альбомі «All-New, All-Different Marvel Point One No1» (грудень 2015), Створеному Марком Гуггенхаймом та німецькою Перальтою. Його бачать у тісній співпраці з Філом Коулсоном над проникаючою гідрою Горгони. Йому вдається видати себе за прихильника Гідри, захистивши Горгону від одного з вибухів Залізної людини. Однак Ворд в кінцевому підсумку справді приєднується до Гідри і стріляє в Марію Хілл, але Хілл наздогнав і замінив себе приманкою Life Model.
Далі він з'явився в крадіжці Quantum Drive яку врешті придбав Джон Уокер і повернув Щ.И.Т.. З відчаю він викрадає Коулсона та його телепатичну дівчину Лолу Деніелс і змушує її читати думки Коулсона. Він використовує інформацію, щоб дати Гідрі плани створити броньовані костюми. Пізніше Ворд і Коулсон б'ються, при цьому Ворд вбиває Лолу, але Коулсон затримує його.
Коли Електра знову приєднується до ЩИТУ, вона повертає Ворда до команди. Хоча вона надягає на нього комір із вибуховим пристроєм, щоб забезпечити йому вірність.
Ще одна версія Ґранта Ворда коротко з'являється під час сюжету "Таємні війни ". Цей персонаж є низькопоставленим членом Гідри, який проживає у домені Світового Бою Імперії Гідри, і, схоже, не пов'язаний із більш звичним Ґрантовим Вордом.

### Відео ігри
Ґрант Ворд — гральний персонаж DLC у Lego Marvel's Avengers.